# Theridion puellae
Theridion puellae là một loài nhện trong họ Theridiidae.
Loài này thuộc chi Theridion. Theridion puellae được George Hazelwood Locket miêu tả năm 1980.